# Меликов, Ханлар Гамидович
Ханлар Гамидович Меликов (азерб. Xanlar Həmid oğlu Məlikov; 15 февраля 1923, Баку — 5 августа 1999) — азербайджанский и советский музыковед, кандидат искусствоведения (1965), музыкальный педагог. Участник Великой Отечественной войны.
В 1952 году окончил историко-теоретический факультет Азербайджанской консерватории по классу Н. С. Чумакова (занимался также у Узеира Гаджибекова, Д. В. Житомирского, Д. X. Данилова). С 1952 года был преподавателем Азербайджанской консерватории (с 1966 года — доцент).
Автор статей, посвящённых творчеству азербайджанских композиторов, концертных и театральных рецензий.
В 1972 году награжден Почётной грамотой Президиума Верховного Совета Азербайджанской ССР.

## Книги
- «Аршин мал алан» Узеира Гаджибекова. Баку, 1955
- Асаф Зейналлы. Баку, 1955
- Особенности стиля и драматургии музыкальных комедий Узеира Гаджибекова. Баку, 1963
- Композитор Асаф Зейналлы. 1909—1932. Баку, 1969.